# Sky Capital Airlines

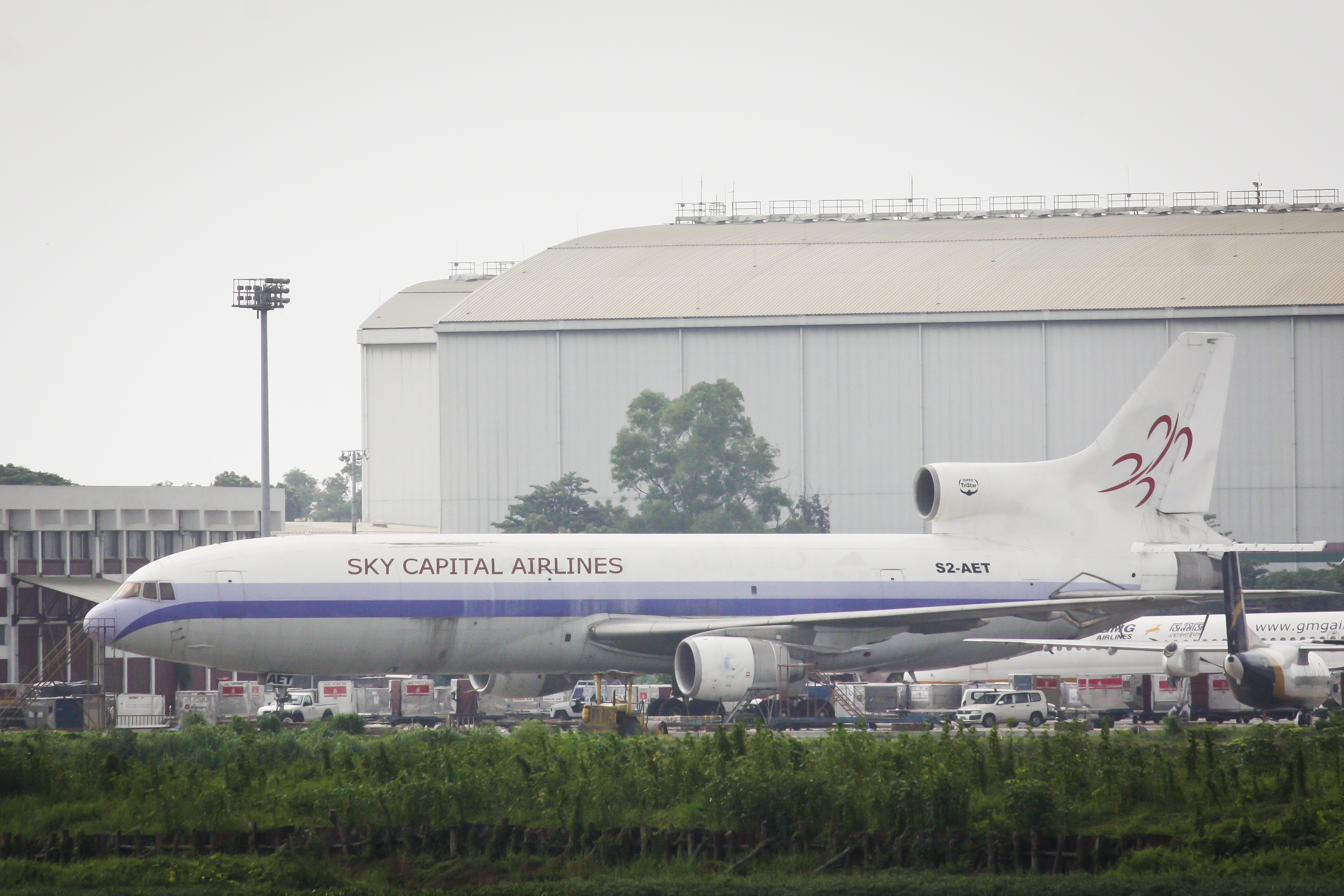
Lockheed L-1011 Tristar авиакомпании в международном аэропорту Дакки

Sky Capital Airlines — грузовая авиакомпания Бангладеш со штаб-квартирой в городе Дакка. Портом приписки перевозчика является международный аэропорт Шахджалал в Дакке.

## История
Авиакомпания была основана в 2009 году, получила от Управления гражданской авиации Бангладеш сертификат эксплуатанта 11 ноября того же года и начала операционную деятельность 26 января 2010 года с осуществления чартерных грузовых авиаперевозок по аэропортам Бангладеш, Азии, Африки и Европы.

## Флот
В феврале 2014 года воздушный флот авиакомпании Sky Capital Airlines составляли следующие самолёты в грузовой конфигурации: